# Straßenbahn Clermont-Ferrand

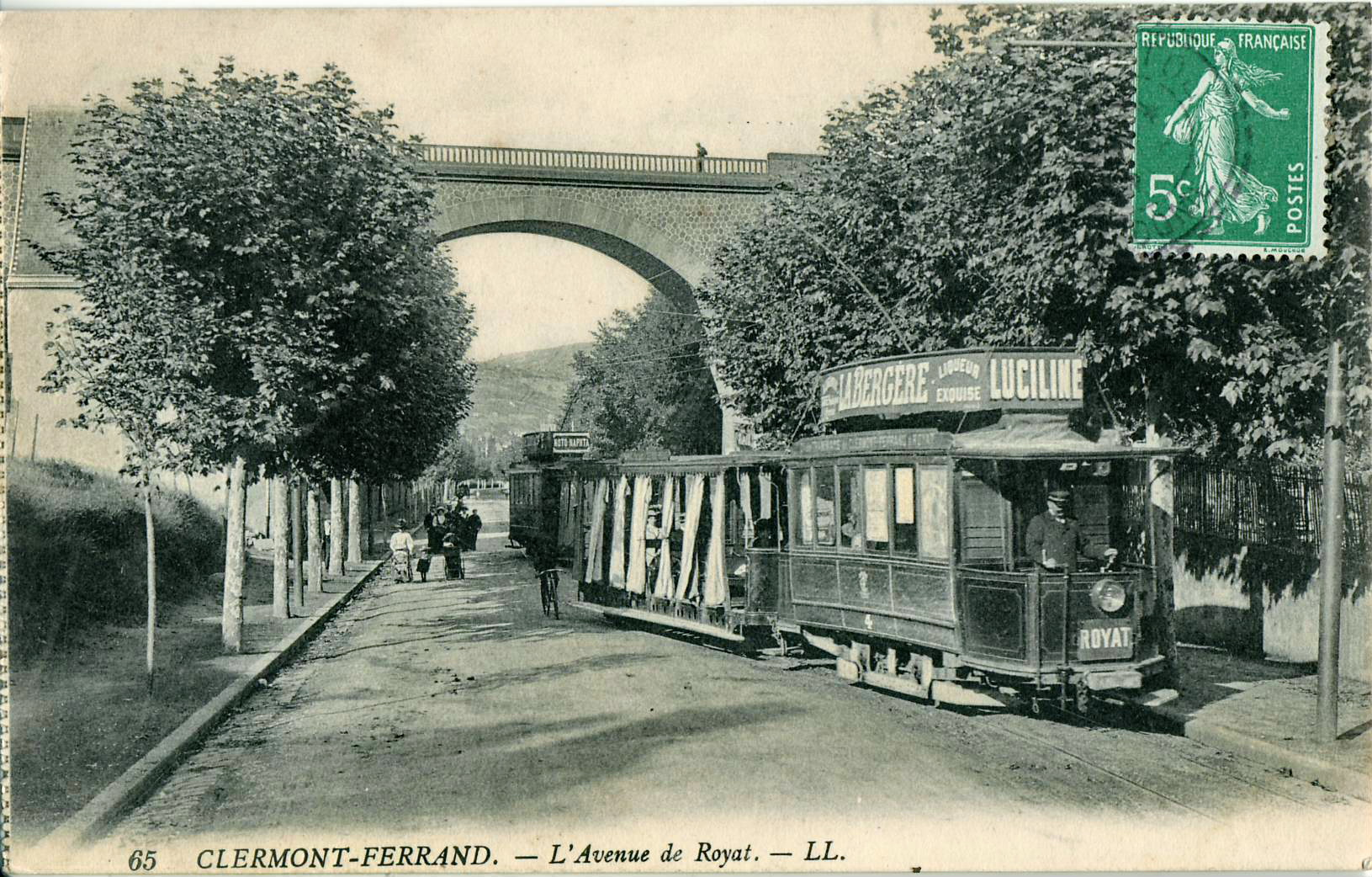
Straßenbahntriebwagen mit Sommer-Beiwagen in der Avenue de Royat in Clermont-Ferrand

Die Straßenbahn Clermont-Ferrand existierte von 1890 bis 1952 in der französischen Stadt Clermont-Ferrand. Sie war der erste elektrische Straßenbahnbetrieb des Landes.

## Vorgeschichte
Mit der Straßenbahn Montbrison–Montrond wurde 1839 im Département Loire die erste Pferdestraßenbahn Europas eröffnet. Da das Transportaufkommen – und damit die Einnahmen – weit hinter den Erwartungen zurückblieben, wurde deren Betrieb 1848 eingestellt. Ein diesbezüglich nächster Anlauf anlässlich der Weltausstellung von 1855 auf dem Cours la Reine in Paris war erfolgreicher. Die Weltausstellung des Jahres 1867 brachte, nicht zuletzt dank der von Alphonse Loubat erfundenen, in die Fahrbahn eingelassenen U-förmigen Schienen, den Durchbruch des „Chemin-de-fer américain“. Bald wurden in zahlreichen Orten Pferdebahnen eingerichtet. Hinzu kamen weitere Systeme, beispielsweise mit Pressluft oder Dampf angetriebene Fahrzeuge. Auf der Internationalen Elektrizitätsausstellung stellte Werner Siemens 1881 in Paris ein elektrisch angetriebenes Fahrzeug vor.

## Geschichte und Beschreibung

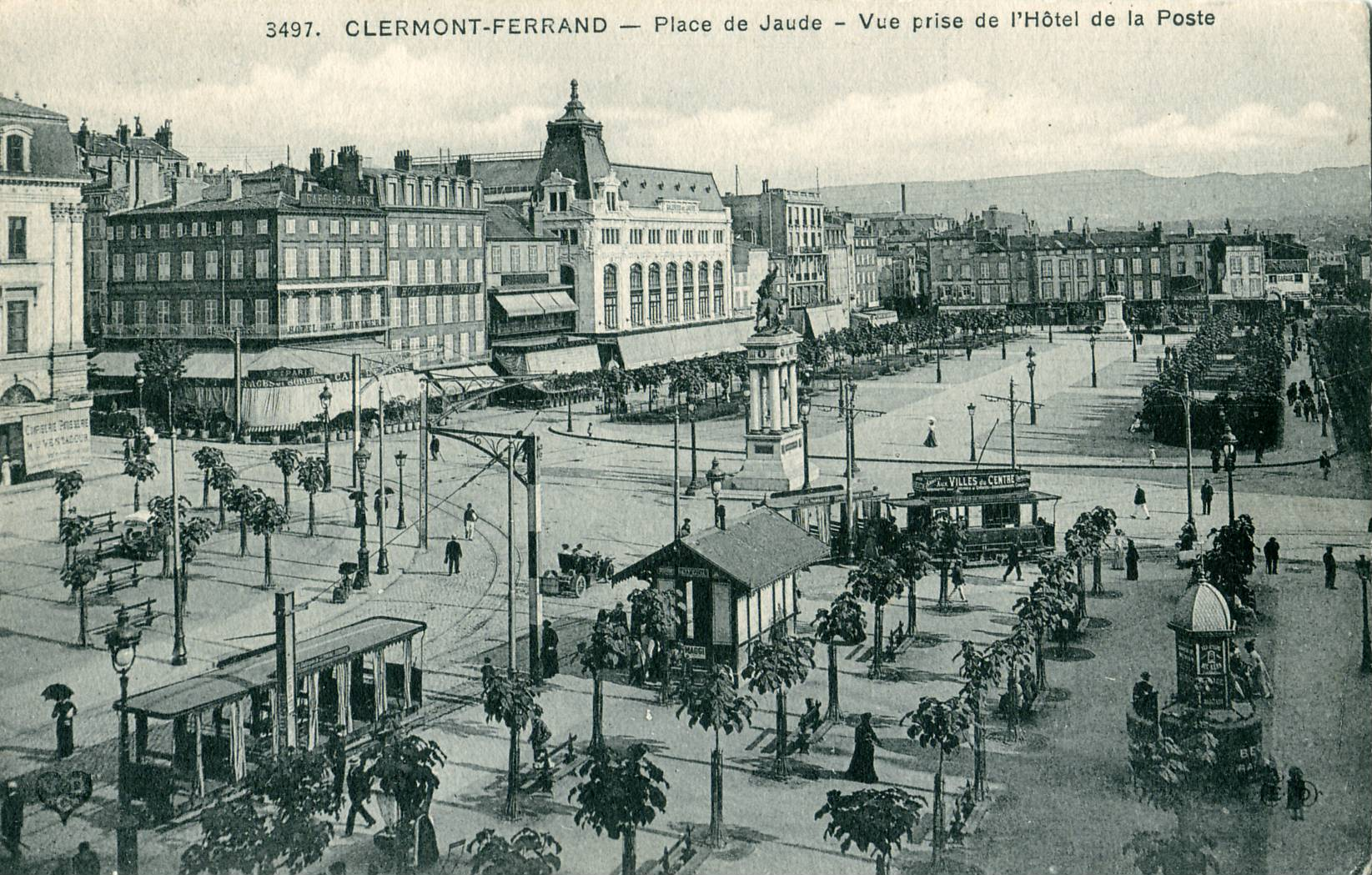
Straßenbahnen auf der Place de Jaude (um 1904)

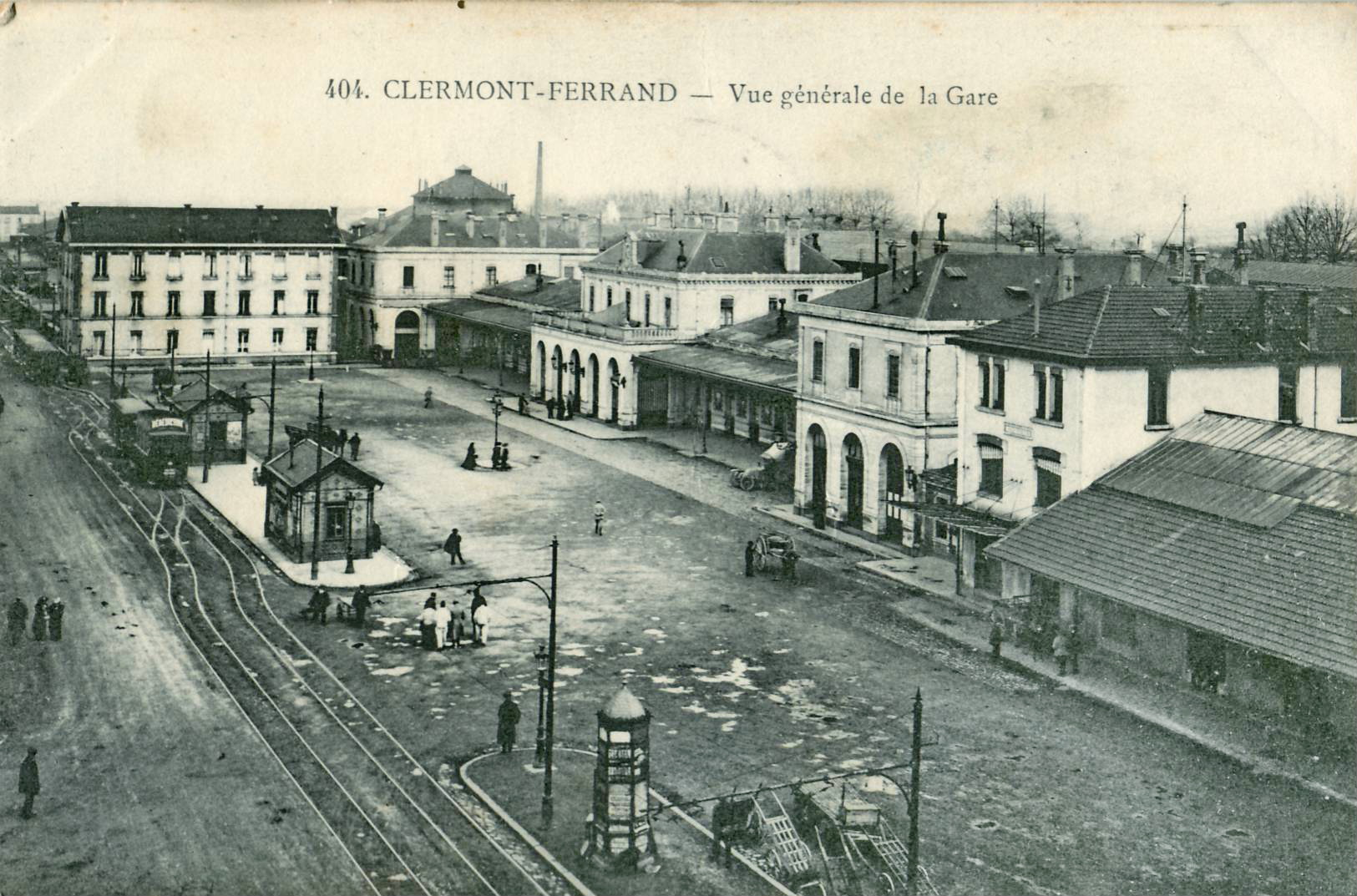
Straßenbahn-Endhaltestelle am Bahnhof (vor 1917)

Der Ingenieur Jean Claret erhielt am 27. Januar 1888 die Konzession für den Bau und Betrieb einer Straßenbahn zwischen Montferrand und Royat mit einer Zweigstrecke zum Bahnhof.
Am 7. Januar 1890 eröffnete die Compagnie des tramways électriques de Clermont-Ferrand ihre erste Straßenbahnlinie von Montferrand zur Place de Jaude. Im Gegensatz zu anderen Städten, die ihre Pferdestraßenbahnen nachträglich auf elektrischen Betrieb umstellten, wurde die örtliche von Anfang an für elektrisch angetriebene Fahrzeuge konzipiert. Die Stromversorgung über Oberleitung mit einer Gleichspannung von 500 V entsprach weitgehend jener des Tramway Vevey–Montreux–Chillon in der Schweiz, die Spurweite betrug 1000 mm (Meterspur).
Wenig später erfolgte die Verlängerung der Strecke über die Avenue des Thermes bis Royat. 1902 ging eine Zweigstrecke über die Place Gaillard in Betrieb, die an der Place de Jaude abzweigte und an der Place Delille wieder in die alte Strecke mündete. Strecken zum Bahnhof und von der Place Gaillard in den Stadtteil Fontgiève kamen 1913 hinzu. 1914 ergänzte eine Strecke vom Zentrum nach Beaumont das Netz, kurz nach dem Ersten Weltkrieg wurde sie bis Ceyrat verlängert. Der Vorort Aubière wurde über die Avenue Léon Blum 1928 erreicht.
Mit der Einstellung der 1,6 km langen Relation Place Delille–Boulevard de la Pyramide–Place de Jaude wurde bereits 1917 erstmals eine Strecke stillgelegt. 1921 folgte der erst 1917 in Betrieb genommene Abschnitt Montferrand–Arsenal des Gravranches (1,3 km), dann 1929 Place Gaillard–Fongiève (0,8 km) und 1933 Place Lamartine–Les Quatre Routes (2,5 km).
Im Zweiten Weltkrieg hatte die Straßenbahn verhältnismäßig wenig unter Beschränkungen zu leiden. Der aus den 1930er Jahren stammende Fahrzeugpark erlaubte in der Nachkriegszeit ein qualitativ hochwertiges Angebot. Doch die Planer orientierten sich nun an der „autogerechten“ Stadt, in der die Bahnen als Hindernis empfunden wurden und durch Omnibusse abgelöst werden sollten. Die verbliebenen Linien wurden 1956 eingestellt, am 17. März jenes Jahres verkehrte die letzte „klassische“ Straßenbahn der Stadt.

## Stromversorgung

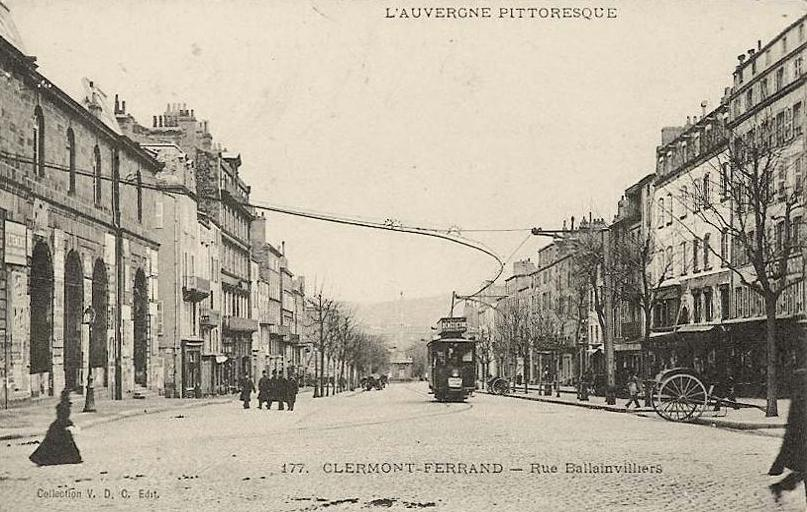
Triebwagen unter Schlitzrohrfahrleitung in der Rue Ballainvilliers

Der Fahrstrom wurde in einem eigenen Kraftwerk im Betriebshof Montferrand erzeugt. Verwendung fand eine Schlitzrohrfahrleitung, ein System aus einer einpoligen Fahrleitung in einem Kupferrohr mit kleinem Durchmesser und einem Schlitz an dessen Unterseite. Ein längs bewegliches Metallschiffchen, das vom Triebwagen gezogen wurde, fungierte als Stromabnehmer. Anders als beim zweipoligen System in Vevey erfolgte die Rückführung des Stroms über die Schienen. Installiert wurde es vom Genfer Unternehmen Cuénod Sautter & Cie.
Im Jahr 1909 wurden die Schlitzrohrfahrleitungen durch Fahrdrähte ersetzt, aus denen die Triebwagen den Strom über Stangenstromabnehmer bezogen.

## Fahrzeuge

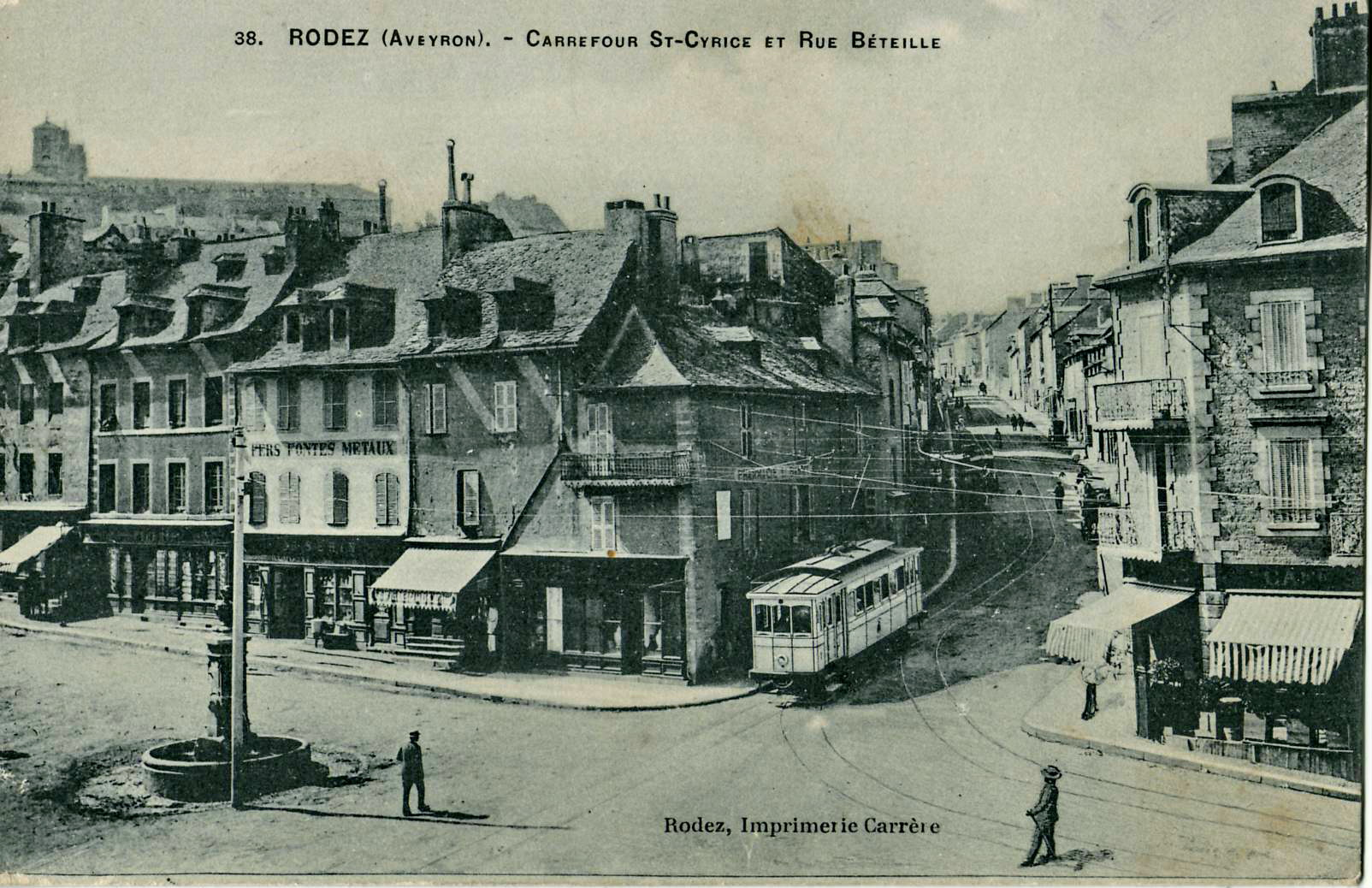
Einer der drei Drehgestellwagen, um 1917 noch bei der Straßenbahn Rodez

Zunächst standen 18 zweiachsige Triebwagen zur Verfügung, wegen der starken Steigungen waren beide Achsen angetrieben. 1898 erhielten sie neue Motoren, ab 1907 wurden sie durch neue Fahrzeuge ersetzt und zum Teil in Beiwagen umgebaut. Die Erweiterung des Netzes und der zunehmende Verkehr machten immer wieder Neuanschaffungen erforderlich. Kurz vor dem Ersten Weltkrieg wurde der Wagenpark modernisiert. Im Jahr 1932 waren 33 Trieb- und 24 Beiwagen vorhanden. Von drei 1923 von der Straßenbahn Rodez übernommenen Drehgestellwagen abgesehen waren alle Triebwagen zweiachsig.
Bis auf drei 1905 erworbene Fahrzeuge wiesen auch alle Beiwagen nur zwei Achsen auf. Zehn davon waren Umbauten aus Triebwagen der ersten Generation; zudem gab es sechs offene Sommerwagen, von denen zwei von der Straßenbahn Angers stammten.

## Translohr

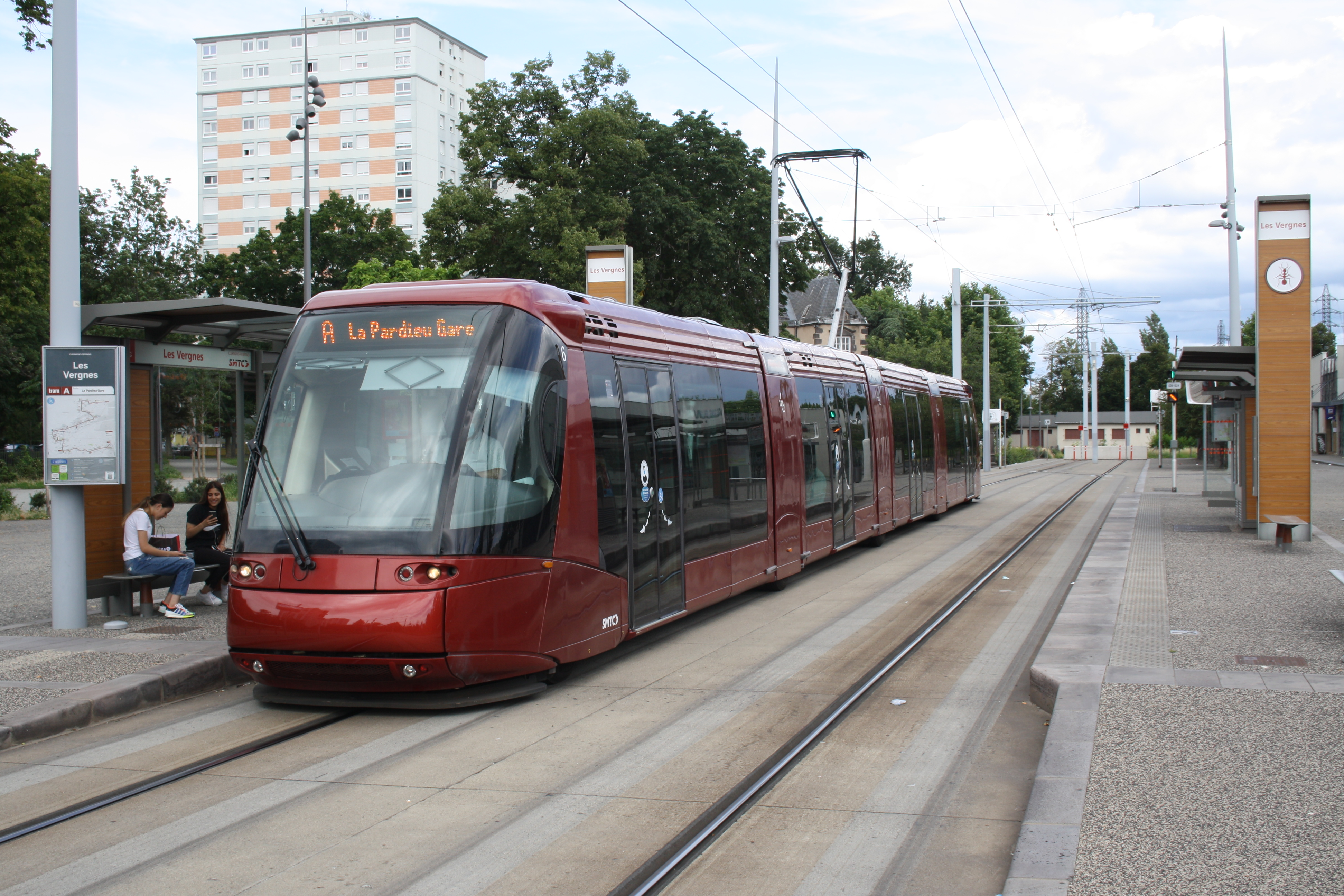
Translohr-Zug in der Endhaltestelle Les Vergnes

Mit dem Translohr erhielt die Stadt im Jahr 2006 erneut ein innovatives, schienengebundenes Nahverkehrssystem. Dieser Tramway sur pneumatiques ist aber keine Straßenbahn im herkömmlichen Sinn. Die Fahrzeuge rollen auf gasgefüllten Gummireifen entlang einer mittleren Führungsschiene.